# クドケルク＝ブランシュ
クドケルク＝ブランシュ （フランス語:Coudekerque-Branche、フラマン語:Nieuw-Koudekerke）は、フランス、オー＝ド＝フランス地域圏、ノール県のコミューン。

## 地理
クドケルク＝ブランシュはダンケルクの南に位置する。リールの北西約67km、パリから約292kmである。この都市はロンドン、アムステルダム、ブリュッセル、ルクセンブルク市から300km圏内にある。都市は、平らな土地に運河が張り巡らされたのが特徴のブルートランド・フランセ地方（fr）に属する。

## 歴史
クドケルクは11世紀、クロワサン・ヴェール（croissant vert）という平野の中心に誕生した。1067年に記されたサン＝ヴィノック修道院の特許状台帳に名が残っている。現在のコミューンは1789年に誕生した。2008年、旧名のクドケルク＝ヴィラージュからクドケルク＝ブランシュに改名した。